# Paola (Włochy)
Paola – miejscowość i gmina we Włoszech, w regionie Kalabria, w prowincji Cosenza.
Według danych na rok 2004 gminę zamieszkuje 17 049 osób, 405,9 os./km².

## Współpraca
- Fréjus, Francja